# Championnat du monde moins de 18 ans de hockey sur glace 2003
Navigation
Édition précédente Édition suivante
Le Championnat du monde moins de 18 ans de hockey sur glace 2003 se déroule à l'Arena 2000 de Iaroslavl en Russie du 12 au 23 avril 2003. Le Canada remporte l'or devant la Slovaquie et la Russie.

## Division élite

### Tour préliminaire
Pour les significations des abréviations, voir Statistiques du hockey sur glace.

#### Groupe A
| Date     | Équipe      | Score | Équipe      | Score par période |
| 12 avril | Suède       | 3-3   | Finlande    | 1-2, 1-0, 1-1     |
| 12 avril | Biélorussie | 3-3   | États-Unis  | 0-2, 0-1, 3-0     |
| 13 avril | Slovaquie   | 4-1   | Suède       | 2-0, 1-0, 1-1     |
| 14 avril | Finlande    | 8-6   | Biélorussie | 1-3, 4-2, 3-1     |
| 14 avril | États-Unis  | 3-2   | Slovaquie   | 1-0, 2-2, 0-0     |
| 15 avril | Suède       | 2-3   | États-Unis  | 1-0, 1-2, 0-1     |
| 16 avril | Finlande    | 3-4   | Slovaquie   | 1-2, 1-1, 1-1     |
| 16 avril | Biélorussie | 3-9   | Suède       | 1-3, 1-3, 1-3     |
| 17 avril | États-Unis  | 2-0   | Finlande    | 0-0, 1-0, 1-0     |
| 17 avril | Slovaquie   | 8-2   | Biélorussie | 2-1, 2-0, 4-1     |

| Équipe      | PJ | V | D | N | BP | BC | PTS |
| ----------- | -- | - | - | - | -- | -- | --- |
| États-Unis  | 4  | 3 | 0 | 1 | 11 | 7  | 7   |
| Slovaquie   | 4  | 3 | 1 | 0 | 18 | 9  | 6   |
| Suède       | 4  | 1 | 2 | 1 | 15 | 13 | 3   |
| Finlande    | 4  | 1 | 2 | 1 | 14 | 15 | 3   |
| Biélorussie | 4  | 0 | 3 | 1 | 14 | 28 | 1   |

#### Groupe B
| Date     | Équipe             | Score | Équipe             | Score par période |
| 12 avril | Kazakhstan         | 3-5   | République tchèque | 1-2, 1-1, 1-2     |
| 12 avril | Canada             | 3-6   | Russie             | 1-1, 1-0, 1-5     |
| 13 avril | Suisse             | 13-2  | Kazakhstan         | 4-1, 6-0, 3-1     |
| 14 avril | République tchèque | 3-3   | Canada             | 0-3, 1-0, 2-0     |
| 14 avril | Russie             | 12-3  | Suisse             | 6-1, 3-1, 3-1     |
| 15 avril | Kazakhstan         | 0-5   | Russie             | 0-3, 0-2, 0-0     |
| 16 avril | Canada             | 8-1   | Kazakhstan         | 3-0, 3-0, 2-1     |
| 16 avril | République tchèque | 4-1   | Suisse             | 0-1, 2-0, 2-0     |
| 17 avril | Suisse             | 0-5   | Canada             | 0-1, 0-2, 0-2     |
| 17 avril | Russie             | 4-2   | République tchèque | 1-0, 2-2, 1-0     |

| Équipe     | PJ | V | D | N | BP | BC | PTS |
| ---------- | -- | - | - | - | -- | -- | --- |
| Russie     | 4  | 4 | 0 | 0 | 27 | 8  | 8   |
| Canada     | 4  | 2 | 1 | 1 | 19 | 10 | 5   |
| Tchéquie   | 4  | 2 | 1 | 1 | 14 | 11 | 5   |
| Suisse     | 4  | 1 | 3 | 0 | 17 | 23 | 4   |
| Kazakhstan | 4  | 0 | 4 | 1 | 6  | 31 | 1   |

### Tour de relégation
| Date     | Équipe      | Score | Équipe      | Score par période |
| 13 avril | Suisse      | 13-2  | Kazakhstan  | 4-1, 6-0, 3-1     |
| 14 avril | Finlande    | 8-6   | Biélorussie | 1-3, 4-2, 3-1     |
| 19 avril | Finlande    | 5-4   | Kazakhstan  | 2-0, 1-2, 2-2     |
| 19 avril | Suisse      | 3-5   | Biélorussie | 2-2, 1-2, 0-1     |
| 20 avril | Finlande    | 2-2   | Suisse      | 0-2, 1-0, 1-0     |
| 20 avril | Biélorussie | 8-6   | Kazakhstan  | 2-1, 1-4, 5-1     |

| Équipe      | PJ | V | D | N | BP | BC | PTS |
| ----------- | -- | - | - | - | -- | -- | --- |
| Finlande    | 3  | 2 | 0 | 1 | 15 | 12 | 5   |
| Biélorussie | 3  | 2 | 1 | 0 | 19 | 17 | 4   |
| Suisse      | 3  | 1 | 1 | 1 | 18 | 9  | 3   |
| Kazakhstan  | 3  | 0 | 3 | 0 | 12 | 26 | 0   |

### Tour final

#### Matchs de barrage
- 19 avril : Slovaquie 2-1 République tchèque (0-1, 1-0, 1-0)
- 19 avril : Canada 8-1 Suède (3-0, 3-1, 2-0)

#### Demi-finales
- 20 avril : Russie 1-2 Slovaquie (1-0, 0-1, 0-0, 0-0, 0-1)
- 20 avril : États-Unis 1-2 Canada (0-0, 1-1, 0-0, 0-1)

#### Match pour la cinquième place
- 21 avril : République tchèque 2-3 Suède (0-0, 1-1, 1-1, 0-1)

#### Petite finale
- 22 avril : États-Unis 3-6 Russie (2-3, 1-1, 0-2)

#### Finale
- 22 avril : Canada 3-0 Slovaquie (1-0, 1-0, 1-0)

### Classement final
| Classement | Équipe      |
| ---------- | ----------- |
| Or         | Canada      |
| Argent     | Slovaquie   |
| Bronze     | Russie      |
| 4          | États-Unis  |
| 5          | Suède       |
| 6          | Tchéquie    |
| 7          | Finlande    |
| 8          | Biélorussie |
| 9          | Suisse      |
| 10         | Kazakhstan  |

La Suisse et le Kazakhstan sont relégués en division 1 pour l'édition 2004.

## Division 1
La division 1 est réorganisée en 2003 et divisée en deux groupes A et B indépendants.

### Groupe A
Le groupe A se déroule à Ventspils en Lettonie du 23 au 29 mars 2003.

#### Matchs
| Date    | Équipe          | Score | Équipe          | Score par période |
| 23 mars | Danemark        | 10-4  | Slovénie        | 6-2, 3-1, 1-1     |
| 23 mars | Lettonie        | 1-1   | Japon           | 0-1, 0-0, 1-0     |
| 23 mars | Grande-Bretagne | 0-13  | Allemagne       | 0-3, 0-5, 0-5     |
| 24 mars | Slovénie        | 7-2   | Japon           | 1-1, 5-0, 1-1     |
| 24 mars | Allemagne       | 3-4   | Danemark        | 2-1, 1-2, 0-1     |
| 24 mars | Lettonie        | 6-2   | Grande-Bretagne | 1-0, 3-0, 2-2     |
| 26 mars | Grande-Bretagne | 2-11  | Danemark        | 1-3, 0-4, 1-4     |
| 26 mars | Allemagne       | 4-1   | Japon           | 2-1, 2-0, 0-0     |
| 26 mars | Slovénie        | 6-4   | Lettonie        | 0-1, 2-2, 4-1     |
| 27 mars | Danemark        | 4-1   | Japon           | 2-0, 2-1, 0-0     |
| 27 mars | Slovénie        | 5-1   | Grande-Bretagne | 0-0, 3-1, 2-0     |
| 27 mars | Lettonie        | 1-4   | Allemagne       | 0-1, 1-0, 0-3     |
| 29 mars | Japon           | 10-3  | Grande-Bretagne | 5-0, 1-2, 4-1     |
| 29 mars | Allemagne       | 10-2  | Slovénie        | 3-0, 4-1, 3-1     |
| 29 mars | Lettonie        | 2-2   | Danemark        | 1-1, 1-1, 0-0     |

#### Classement
| Équipe          | PJ | V | D | N | BP | BC | PTS |
| --------------- | -- | - | - | - | -- | -- | --- |
| Danemark        | 5  | 4 | 0 | 1 | 31 | 12 | 9   |
| Allemagne       | 5  | 4 | 1 | 0 | 34 | 8  | 8   |
| Slovénie        | 5  | 3 | 2 | 0 | 24 | 27 | 6   |
| Lettonie        | 5  | 1 | 2 | 2 | 14 | 15 | 4   |
| Japon           | 5  | 1 | 3 | 1 | 15 | 19 | 3   |
| Grande-Bretagne | 5  | 0 | 5 | 0 | 8  | 45 | 0   |

Le Danemark est promu en division Élite et la Grande-Bretagne est reléguée en division 2 pour l'édition 2004.

### Groupe B
Le groupe B se déroule à la Patinoire René Froger de Briançon en France du 22 au 28 mars 2003.

#### Matchs
| Date    | Équipe   | Score | Équipe   | Score par période |
| 22 mars | Pologne  | 2-2   | Norvège  | 1-1, 1-0, 0-1     |
| 22 mars | Italie   | 4-0   | Ukraine  | 1-0, 0-0, 3-0     |
| 22 mars | France   | 6-4   | Autriche | 1-3, 3-1, 2-0     |
| 23 mars | Norvège  | 5-2   | Italie   | 0-0, 3-1, 2-1     |
| 23 mars | Autriche | 1-2   | Pologne  | 0-1, 0-1, 1-0     |
| 23 mars | Ukraine  | 1-7   | France   | 1-1, 0-4, 0-2     |
| 25 mars | Pologne  | 4-3   | Italie   | 2-2, 1-0, 1-1     |
| 25 mars | Ukraine  | 5-6   | Autriche | 0-1, 2-3, 3-2     |
| 25 mars | Norvège  | 4-2   | France   | 2-1, 1-1, 1-0     |
| 26 mars | Ukraine  | 6-0   | Pologne  | 1-0, 5-0, 0-0     |
| 26 mars | Autriche | 3-4   | Norvège  | 1-1, 1-1, 1-2     |
| 26 mars | Italie   | 5-3   | France   | 1-0, 2-0, 2-3     |
| 28 mars | Autriche | 1-1   | Italie   | 0-0, 1-0, 0-1     |
| 28 mars | Norvège  | 7-4   | Ukraine  | 3-1, 3-3, 1-0     |
| 28 mars | France   | 2-3   | Pologne  | 1-0, 0-0, 1-3     |

#### Classement
| Équipe   | PJ | V | D | N | BP | BC | PTS |
| -------- | -- | - | - | - | -- | -- | --- |
| Norvège  | 5  | 4 | 0 | 1 | 22 | 13 | 9   |
| Pologne  | 5  | 3 | 1 | 1 | 11 | 14 | 7   |
| Italie   | 5  | 2 | 2 | 1 | 15 | 13 | 5   |
| France   | 5  | 2 | 3 | 0 | 20 | 17 | 4   |
| Autriche | 5  | 1 | 3 | 1 | 15 | 18 | 3   |
| Ukraine  | 3  | 1 | 4 | 0 | 16 | 24 | 2   |

La Norvège est promue en division Élite et l'Ukraine est reléguée en division 2 pour l'édition 2004.

## Division 2
La division 2, tout comme la division 1, est réorganisée en deux groupes indépendants.

### Groupe A
Le groupe A de la division 2 se déroule à Tallinn en Estonie du 17 au 23 mars 2003.

#### Matchs
| Date    | Équipe       | Score | Équipe       | Score par période |
| 17 mars | Belgique     | 1-13  | Corée du Sud | 0-6, 1-3, 0-4     |
| 17 mars | Espagne      | 4-9   | Croatie      | 1-5, 1-4, 2-0     |
| 17 mars | Bulgarie     | 0-17  | Estonie      | 0-6, 0-3, 0-8     |
| 18 mars | Croatie      | 4-4   | Belgique     | 1-0, 3-2, 0-2     |
| 18 mars | Corée du Sud | 18-0  | Bulgarie     | 5-0, 8-0, 5-0     |
| 18 mars | Estonie      | 12-0  | Espagne      | 2-0, 6-0, 4-0     |
| 20 mars | Bulgarie     | 1-15  | Espagne      | 1-5, 0-4, 0-6     |
| 20 mars | Croatie      | 4-9   | Corée du Sud | 0-4, 1-1, 3-4     |
| 20 mars | Slovénie     | 6-4   | Lettonie     | 0-1, 2-2, 4-1     |
| 21 mars | Danemark     | 4-1   | Japon        | 2-0, 2-1, 0-0     |
| 21 mars | Espagne      | 3-5   | Belgique     | 2-1, 1-4, 0-0     |
| 21 mars | Corée du Sud | 7-6   | Estonie      | 2-3, 2-1, 3-2     |
| 23 mars | Corée du Sud | 9-1   | Espagne      | 4-1, 4-0, 1-0     |
| 23 mars | Belgique     | 10-1  | Bulgarie     | 1-0, 3-0, 6-1     |
| 23 mars | Estonie      | 3-1   | Croatie      | 2-0, 0-1, 1-0     |

#### Classement
| Équipe       | PJ | V | D | N | BP | BC | PTS |
| ------------ | -- | - | - | - | -- | -- | --- |
| Corée du Sud | 5  | 5 | 0 | 0 | 56 | 12 | 10  |
| Estonie      | 5  | 4 | 1 | 0 | 49 | 8  | 8   |
| Croatie      | 5  | 2 | 2 | 1 | 38 | 20 | 5   |
| Belgique     | 5  | 2 | 2 | 1 | 20 | 32 | 5   |
| Espagne      | 5  | 1 | 4 | 0 | 23 | 36 | 2   |
| Bulgarie     | 5  | 0 | 5 | 0 | 2  | 80 | 0   |

La Corée est promue en division 1 et la Bulgarie est reléguée en division 3 pour l'édition 2004.

### Groupe B
Le groupe B de la division 2 se déroule à Belgrade en Yougoslavie du 17 au 23 mars 2003.

#### Matchs
| Date    | Équipe         | Score | Équipe         | Score par période |
| 5 mars  | Afrique du Sud | 1-7   | Roumanie       | 0-3, 0-1, 1-3     |
| 5 mars  | Lituanie       | 0-5   | Pays-Bas       | 0-2, 0-3, 0-0     |
| 5 mars  | Yougoslavie    | 2-2   | Hongrie        | 2-2, 0-0, 0-0     |
| 6 mars  | Hongrie        | 8-0   | Afrique du Sud | 1-0, 3-0, 4-0     |
| 6 mars  | Roumanie       | 5-2   | Lituanie       | 1-0, 3-2, 1-0     |
| 6 mars  | Pays-Bas       | 5-2   | Yougoslavie    | 2-0, 2-2, 1-0     |
| 8 mars  | Hongrie        | 1-6   | Roumanie       | 1-1, 0-4, 0-1     |
| 8 mars  | Pays-Bas       | 8-3   | Afrique du Sud | 2-1, 2-0, 4-2     |
| 8 mars  | Lituanie       | 3-4   | Yougoslavie    | 0-2, 2-0, 1-2     |
| 9 mars  | Roumanie       | 7-4   | Pays-Bas       | 3-2, 2-1, 2-1     |
| 9 mars  | Hongrie        | 11-4  | Lituanie       | 3-1, 2-2, 6-1     |
| 9 mars  | Yougoslavie    | 4-1   | Afrique du Sud | 0-1, 1-0, 3-0     |
| 11 mars | Afrique du Sud | 4-6   | Lituanie       | 1-4, 2-1, 1-1     |
| 11 mars | Pays-Bas       | 0-5   | Hongrie        | 0-1, 0-1, 0-3     |
| 11 mars | Roumanie       | 8-2   | Yougoslavie    | 2-1, 4-1, 2-0     |

#### Classement
| Équipe         | PJ | V | D | N | BP | BC | PTS |
| -------------- | -- | - | - | - | -- | -- | --- |
| Roumanie       | 5  | 5 | 0 | 0 | 33 | 10 | 10  |
| Hongrie        | 5  | 3 | 1 | 1 | 27 | 12 | 7   |
| Pays-Bas       | 5  | 3 | 2 | 0 | 22 | 17 | 6   |
| Yougoslavie    | 5  | 2 | 2 | 1 | 14 | 19 | 5   |
| Lituanie       | 5  | 1 | 4 | 0 | 15 | 29 | 2   |
| Afrique du Sud | 5  | 0 | 5 | 0 | 9  | 33 | 0   |

La Roumanie est promue en division 1 et l'Afrique du Sud est reléguée en division 3 pour l'édition 2004.

## Division 3
La division 3 est également scindée en deux groupes en 2003.

### Groupe A
Le groupe A se déroule à Mexico au Mexique du 5 au 8 mars 2003.

#### Matchs
| Date   | Équipe           | Score | Équipe           | Score par période |
| 5 mars | Australie        | 6-3   | Chine            | 3-2, 2-1, 1-0     |
| 5 mars | Mexique          | 5-0   | Nouvelle-Zélande | 3-0, 2-0, 0-0     |
| 6 mars | Chine            | 4-1   | Nouvelle-Zélande | 2-1, 1-0, 1-0     |
| 6 mars | Mexique          | 2-8   | Australie        | 1-4, 1-2, 0-2     |
| 8 mars | Nouvelle-Zélande | 1-14  | Australie        | 0-3, 1-7, 0-4     |
| 8 mars | Chine            | 4-5   | Mexique          | 0-2, 3-1, 1-2     |

#### Classement
| Équipe           | PJ | V | D | N | BP | BC | Pts |
| ---------------- | -- | - | - | - | -- | -- | --- |
| Australie        | 3  | 3 | 0 | 0 | 28 | 6  | 6   |
| Mexique          | 3  | 2 | 1 | 0 | 12 | 12 | 4   |
| Chine            | 3  | 1 | 2 | 0 | 11 | 12 | 2   |
| Nouvelle-Zélande | 3  | 0 | 3 | 0 | 2  | 23 | 0   |

L'Australie est promue en division 2 pour l'édition 2004.

### Groupe B
Le groupe B se déroule à Sarajevo en Bosnie-Herzégovine du 6 au 9 février 2003.

#### Matchs
| Date      | Équipe             | Score | Équipe             | Score par période |
| 6 février | Islande            | 5-2   | Turquie            | 2-2, 2-0, 1-0     |
| 6 février | Israël             | 0-5   | Bosnie-Herzégovine | 0-5, 0-0, 0-0     |
| 8 février | Israël             | 0-5   | Islande            | 0-5, 0-0, 0-0     |
| 8 février | Turquie            | 10-1  | Bosnie-Herzégovine | 0-0, 3-0, 7-1     |
| 9 février | Turquie            | 4-5   | Israël             | 2-2, 2-1, 0-2     |
| 9 février | Bosnie-Herzégovine | 2-9   | Islande            | 0-5, 1-2, 1-2     |

#### Classement
| Équipe             | PJ | V | D | N | BP | BC | Pts |
| ------------------ | -- | - | - | - | -- | -- | --- |
| Islande            | 3  | 3 | 0 | 0 | 19 | 4  | 6   |
| Turquie            | 3  | 1 | 2 | 0 | 16 | 11 | 2   |
| Bosnie-Herzégovine | 3  | 1 | 2 | 0 | 8  | 19 | 2   |
| Israël             | 3  | 1 | 2 | 0 | 5  | 14 | 2   |

L'Islande est promue en division 2 pour l'édition 2004.